# Prosieczanka

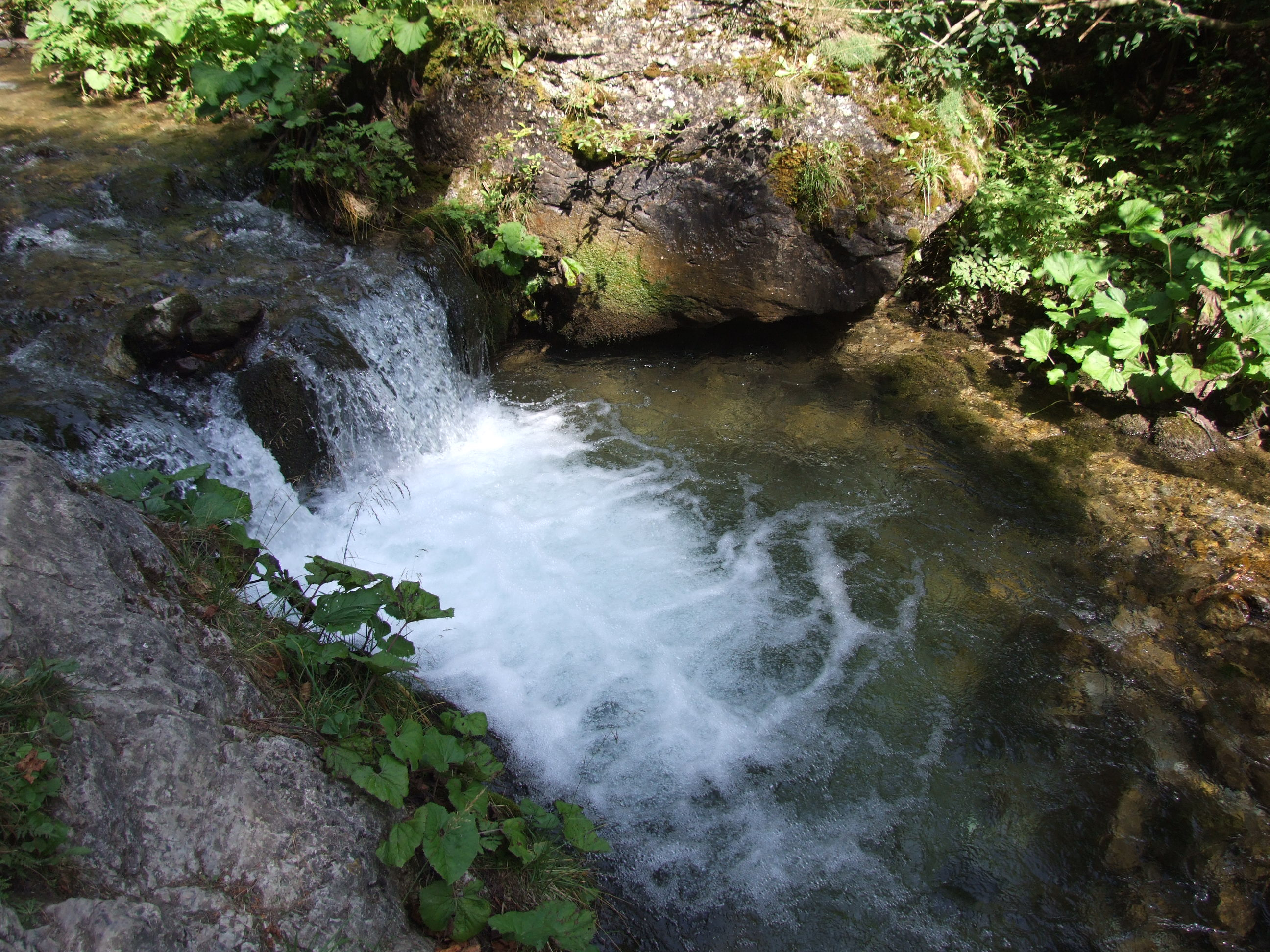
Kocioł eworsyjny na Prosieczance

Prosieczanka (słow. Prosiečanka) – duży potok na terenie Liptowa w północnej Słowacji, prawobrzeżny dopływ Wagu. Długość ok. 8 km.
Źródła Prosieczanki znajdują się na wysokości ok. 1000 m n.p.m., na południowych stokach góry Diel (1051 m) na Pogórzu Orawskim. Jej potoki źródłowe spływają generalnie w kierunku południowym. Potoki wschodnie zbiegają się wachlarzowato w dolnej części kotliny Svoradu, gdzie giną w wielkim ponorze, zwanym Jóbovské prepadlisko (919 m n.p.m.). Potok zachodni spływa nieco na zachód od kotliny Svoradu. Tworząc 15-metrowej wysokości wodospad, spada do dolinki Czerwone Piaski (słow. Červené piesky), a poniżej wodospadu po kilkudziesięciu metrach również znika w skalnym podłożu.
Dalszy tok Prosieczanki na odcinku ok. 3 km przecina główny zrąb Gór Choczańskich i przebiega systemem szczelin w skałach pod dnem krasowej Doliny Prosieckiej. Na powierzchnię wydostaje się Prosieczanka w wielkim wywierzysku zwanym Vyvieranisko (657 m), tuż powyżej dolnego zwężenia Doliny Prosieckiej zwanego Vráta. Dalej spływa dnem Kotliny Liptowskiej i poniżej wsi Prosiek, na wysokości 565 m uchodzi do zbiornika Liptovská Mara.